# Kissar
Le kissar, kissir ou gytarah barbaryeh, est une ancienne lyre des peuples de Nubie qui est encore utilisée de nos jours en Égypte et en Éthiopie.

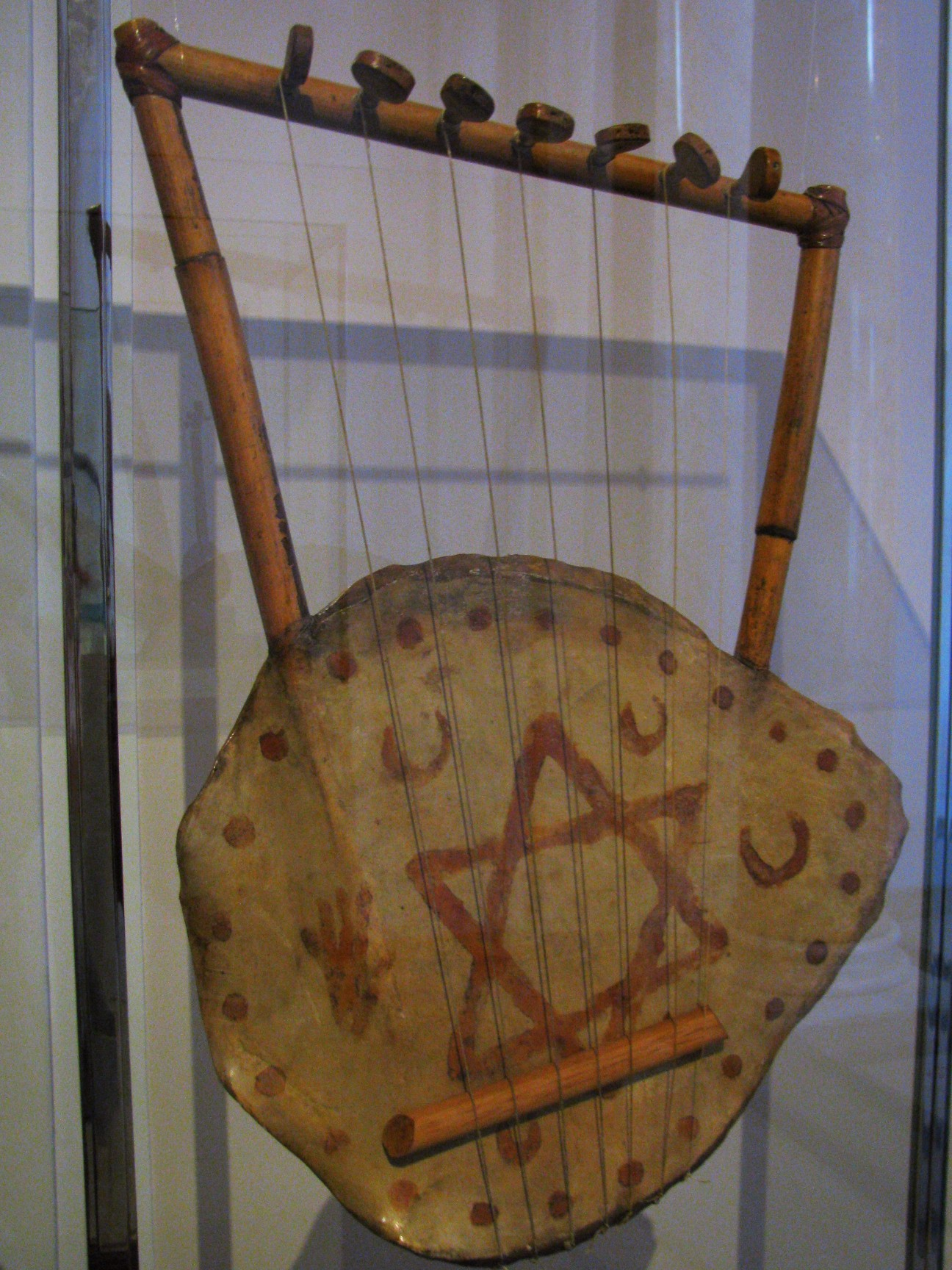
Un kissar du XIXe siècle dans le Kunsthistorisches Museum de Vienne

## Facture
Il se compose d'un corps qui était traditionnellement fait d'une carapace de tortue mais qui est aujourd'hui en bois. Sa caisse de résonance est recouverte d'une peau de mouton dans laquelle sont percés trois petites trous. Cinq cordes en boyau sont nouées à l'extrémité d'un manche similaire à celui utilisé sur une guitare moderne. 

## Jeu

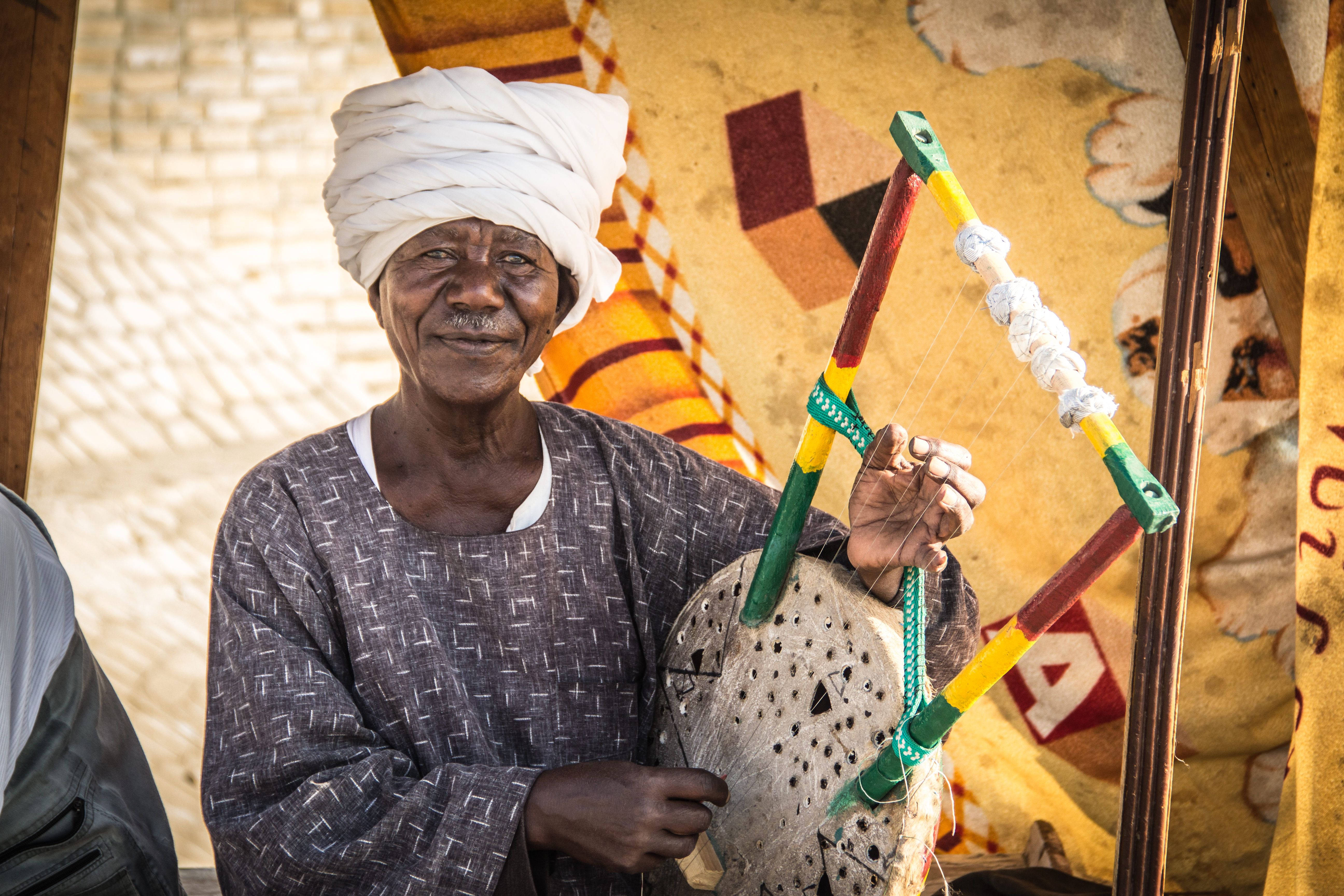
Joueur de kissar en Égypte.

De la main droite, le joueur pince les cordes à l'aide d'un médiator pour la mélodie, alors que de la main gauche il pince légèrement certaines cordes pour produire un son continu d'accompagnement.

## Sources
(en) « Kissar », dans Encyclopædia Britannica , 1911 (lire sur Wikisource).